# Scott Speed
Scott Andrew Speed, ameriški dirkač Formule 1, * 24. januar 1983, Manteca, Kalifornija, ZDA. 
Scott Speed je ameriški dirkač Formule 1. Po tretjem mestu v prvenstvu serije GP2 v sezoni 2005, je dobil priložnost v Formuli 1 v moštvu Toro Rosso v sezoni 2006. Toda sezono je končal brez točk, med tem ko je na primer njegov moštveni kolega Vitantonio Liuzzi dosegel eno, z najboljšo uvrstitvijo na deveto mesto na Veliki nagradi Avstralije. Tudi v sezono 2007 je začel kot dirkač Tora Rossa, toda na polovici prvenstva je bil zamenjan, najboljši uvrstitev pa je dosegel na dirki za Veliko nagrado Monaka, kjer je bil deveti.

## Dirkaški rezultati

### Pregled rezultatov
| Sezona  | Serija                             | Moštvo                     | Dirke         | Pole          | Zmage         | Toč           | Uvr           |
| ------- | ---------------------------------- | -------------------------- | ------------- | ------------- | ------------- | ------------- | ------------- |
| 2002    | Nacionalno prvenstvo Formule Dodge | ?                          | 11            | 5             | 2             | 135           | 3.            |
| 2002    | Formula Mazda                      | ?                          | ?             | 2             | ?             | 218           | 8.            |
| 2003    | Britanska Formula 3                | Alan Docking Racing        | 14            | 0             | 0             | 3             | 23.           |
| 2004    | Formula Renault 2000 Eurocup       | Motopark Academy           | 16            | 9             | 8             | 402           | 1.            |
| 2004    | Nemška Formula Renault 2000        | Motopark Academy           | 14            | 3             | 4             | 293           | 1.            |
| 2004    | Azijska Formula Renault Challenge  | Shangsai FRD GT Tires Team | 2             | 1             | 1             | ?*            | NC*           |
| 2005    | Formula 1                          | Red Bull                   | Testni dirkač | Testni dirkač | Testni dirkač | Testni dirkač | Testni dirkač |
| 2005    | Serija GP2                         | iSport International       | 23            | 1             | 0             | 67.5          | 3.            |
| 2005-06 | A1 Grand Prix                      | USA                        | 6             | 0             | 0             | 23†           | 16.†          |
| 2006    | Formula 1                          | Toro Rosso                 | 18            | 0             | 0             | 0             | 20.           |
| 2007    | Formula 1                          | Toro Rosso                 | 10            | 0             | 0             | 0             | 21.           |
| 2007    | ARCA RE/MAX Series                 | Red Bull                   | 1             | 0             | 0             | 195           | 111.          |

* Ker je nastopil na manj kot 75 % dirk, ni bil uvrščen v prvenstvu.

† Vsebuje točke vseh dirkačev moštva Amerike.

### Formula 1
(legenda) (odebeljene dirke pomenijo najboljši štartni položaj, poševne pa najhitrejši krog, †-uvrščen kljub odstopu)
| Leto | Moštvo              | Šasija          | Motor                             | 1       | 2       | 3       | 4       | 5     | 6       | 7      | 8       | 9      | 10      | 11     | 12     | 13     | 14     | 15     | 16     | 17      | 18     | 19  | Prv | Toč |
| ---- | ------------------- | --------------- | --------------------------------- | ------- | ------- | ------- | ------- | ----- | ------- | ------ | ------- | ------ | ------- | ------ | ------ | ------ | ------ | ------ | ------ | ------- | ------ | --- | --- | --- |
| 2005 | Red Bull Racing     | Red Bull RB1    | Cosworth TJ2005 3.0 V10           | AVS     | MAL     | BAH     | SMR     | ŠPA   | MON     | EU     | KAN TD  | ZDA TD | FRA     | VB     | NEM    | MAD    | TUR    | ITA    | BEL    | BRA     | JAP    | KIT | -   | -   |
| 2006 | Scuderia Toro Rosso | Toro Rosso STR1 | Cosworth TJ2006 3.0 V10 14 Series | BAH 13  | MAL Ret | AVS 9   | SMR 15  | EU 11 | ŠPA Ret | MON 13 | VB Ret  | KAN 10 | ZDA Ret | FRA 10 | NEM 12 | MAD 11 | TUR 13 | ITA 13 | KIT 14 | JAP Ret | BRA 11 |     | 20. | 0   |
| 2007 | Scuderia Toro Rosso | Toro Rosso STR2 | Ferrari 056 2.4 V8                | AVS Ret | MAL 14  | BAH Ret | ŠPA Ret | MON 9 | KAN Ret | ZDA 13 | FRA Ret | VB Ret | EU Ret  | MAD    | TUR    | ITA    | BEL    | JAP    | KIT    | BRA     |        |     | 21. | 0   |